# 673 Edda
673 Edda
673 Edda là một tiểu hành tinh ở vành đai chính. Nó được Joel Hastings Metcalf phát hiện ngày 20.9.1908 ở Taunton, Massachusetts (Hoa Kỳ), và được đặt theo tên Edda, tập thơ thần thoại Bắc Âu